# Reinersdorf (Weisendorf)
Reinersdorf ist ein Gemeindeteil des Marktes Weisendorf im Landkreis Erlangen-Höchstadt (Mittelfranken, Bayern). Die Gemarkung Reinersdorf hat eine Fläche von 1,723 km². Sie ist in 195 Flurstücke aufgeteilt, die eine durchschnittliche Flurstücksfläche von 8833,56 m² haben.

## Geografie
Das Dorf liegt an der Seebach 0,5 km nordöstlich von Weisendorf. Im Nordosten grenzt ein kleines Waldgebiet an. Dort befindet sich die Anhöhe Hummelberg (312 m ü. NHN). Ansonsten ist der Ort unmittelbar Ort von Acker- und Grünland mit vereinzeltem Baumbestand umgeben. Die Staatsstraße 2259 verläuft nach Weisendorf (1,9 km westlich) bzw. nach Großenseebach (1,8 km östlich). Die Kreisstraße ERH 27 verläuft nach Kairlindach (0,9 km nördlich). Eine Gemeindeverbindungsstraße verläuft nach Reuth (1,5 km südlich).

## Geschichte
Der Ort wurde 1348 im Bamberger Urbar als „Reynhartsdorff“ erstmals urkundlich erwähnt. Lehnsherr war das Hochstift Bamberg. Lehnsnehmer über fünf Güter war der Bamberger Dompropst, daneben Marquard und Johannes Aurach. Im 16. Jahrhundert überging der Großteil des dompropstischen Besitzes an die Herren von Neuenbürg. Ab dem 17. Jahrhundert waren diese Güter dann auch ein Freieigen der Herren von Neuenbürg. Während des Dreißigjährigen Kriegs wurde der Ort von den kroatischen Söldnern des Grafen Tilly im Jahr 1632 niedergebrannt.
Gegen Ende des 18. Jahrhunderts gab es in Reinersdorf 11 Anwesen. Das Hochgericht übte das bambergische Centamt Herzogenaurach aus. Die Dorf- und Gemeindeherrschaft hatte das Rittergut Neuenbürg. Grundherren waren das Hochstift Bamberg (Kastenamt Herzogenaurach: 1 Gütlein, Dompropsteiamt Büchenbach: 1 Gut), Brandenburg-Bayreuth (Klosteramt Frauenaurach: 2 Güter) und das Rittergut Neuenbürg: 5 Höfe, 1 Gütlein. Außerdem gab es noch ein Gemeindehirtenhaus.
1810 kam Reinersdorf an das Königreich Bayern. Im Rahmen des Gemeindeedikts wurde der Ort dem 1811 gebildeten Steuerdistrikt Hammerbach zugeordnet. Mit dem Zweiten Gemeindeedikt (1818) entstand die Ruralgemeinde Reinersdorf, zu der Neuenbürg und Reuth gehörten. Sie war in Verwaltung und Gerichtsbarkeit dem Landgericht Höchstadt zugeordnet und in der Finanzverwaltung dem Rentamt Erlangen. In der freiwilligen Gerichtsbarkeit und der Ortspolizei unterstand die ganze Gemeinde dem Patrimonialgericht Neuenbürg (bis 1848). Am 16. Januar 1825 wurde Reuth nach Hammerbach umgemeindet. Am 1. Oktober 1847 wurde die Finanzverwaltung vom Rentamt Herzogenaurach übernommen. Ab 1862 gehörte Reinersdorf zum Bezirksamt Höchstadt an der Aisch (1939 in Landkreis Höchstadt an der Aisch umbenannt) und weiterhin zum Rentamt Herzogenaurach (1919–1929: Finanzamt Herzogenaurach, seit 1929: Finanzamt Erlangen). Die Gerichtsbarkeit blieb beim Landgericht Herzogenaurach (1879 in das Amtsgericht Herzogenaurach umgewandelt), seit 1959 ist das Amtsgericht Erlangen zuständig. Die Gemeinde hatte eine Gebietsfläche von 1,821 km².
Am 1. Januar 1972 wurde Reinersdorf im Zuge der Gebietsreform in die Gemeinde Weisendorf eingegliedert.

### Einwohnerentwicklung
Gemeinde Reinersdorf
| Jahr      | 1818   | 1840   | 1852   | 1855   | 1861   | 1867   | 1871   | 1875   | 1880   | 1885   | 1890   | 1895   | 1900   | 1905   | 1910   | 1919   | 1925   | 1933   | 1939   | 1946   | 1950   | 1952   | 1961   | 1970   |
| Einwohner | 232    | 243    | 239    | 215    | 206    | 210    | 213    | 198    | 197    | 177    | 163    | 164    | 156    | 179    | 188    | 161    | 166    | 151    | 146    | 266    | 255    | 248    | 183    | 182    |
| Häuser    | 39     |        |        |        |        |        | 37     |        |        | 36     | 34     |        | 36     |        |        |        | 36     |        |        |        | 34     |        | 37     |        |
| Quelle    | [ 13 ] | [ 14 ] | [ 14 ] | [ 14 ] | [ 15 ] | [ 16 ] | [ 17 ] | [ 18 ] | [ 19 ] | [ 20 ] | [ 21 ] | [ 14 ] | [ 22 ] | [ 14 ] | [ 23 ] | [ 14 ] | [ 24 ] | [ 14 ] | [ 14 ] | [ 14 ] | [ 25 ] | [ 14 ] | [ 10 ] | [ 26 ] |

Ort Reinersdorf
| Jahr      | 001818 | 001861 | 001871 | 001885 | 001900 | 001925 | 001950 | 001961 | 001970 | 001987 | 002019 |
| Einwohner | 79     | 82     | 79     | 83     | 70     | 63     | 130    | 76     | 69     | 71     | 112    |
| Häuser    | 12     |        |        | 13     | 14     | 15     | 13     | 14     |        | 20     |        |
| Quelle    | [ 13 ] | [ 15 ] | [ 17 ] | [ 20 ] | [ 22 ] | [ 24 ] | [ 25 ] | [ 10 ] | [ 26 ] | [ 27 ] | [ 2 ]  |

## Religion
Der Ort ist seit der Reformation evangelisch-lutherisch geprägt und nach St. Kilian (Kairlindach) gepfarrt. Die Einwohner römisch-katholischer Konfession sind nach Geburt Mariens (Hannberg) gepfarrt.